# Norah Jones
Norah Jones (született: Geethali Norah Jones Shankar; New York, Brooklyn, 1979. március 30.) indiai származású, többszörös Grammy-díjas amerikai énekes, dalszerző, színésznő. Ravi Shankar és Sue Jones gyermeke.

## Pályakép
Jones karrierje 2002-es debütáló albumával, a Come Away with Me-vel vette kezdetét, mely egy kortárs poplemez, soul, folk és country elemekkel színesítve. Az album világszerte több mint 20 millió példányban fogyott, és öt Grammy-díjat nyert. Norah elnyerte a Grammy-díj a Legjobb Új Előadónak járó díját is.
Második albuma, Feels like Home 2004-ben jelent meg, és több mint egymillió kelt el belőle az Egyesült Államokban egyetlen hét alatt. 2007-ben került a polcokra Norah Jones harmadik albuma, amely a Not Too Late címet viselte, és első helyen nyitott a megjelenése hetében. Norah az évtized egyik legjobb énekesnőjévé vált, több mint 16 millió eladott lemezzel az USA-ban, és 39 millióval világszerte.
2007-ben főszerepet játszott többek között Jude Law, Natalie Portman és Rachel Weisz oldalán Wong Kar Wai első angol nyelvű filmjében, a My Blueberry Nights-ban,  amihez írt egy dalt Jones is. A film a 2007-es cannes-i fesztivál nyitófilmje volt.
Féltestvére, Anoushka Shankar szitárművész. A két nővér egymástól távol nőtt fel, de szoros személyes és alkotói kapcsolatban állnak, számos közös zenei projektet hoztak létre.

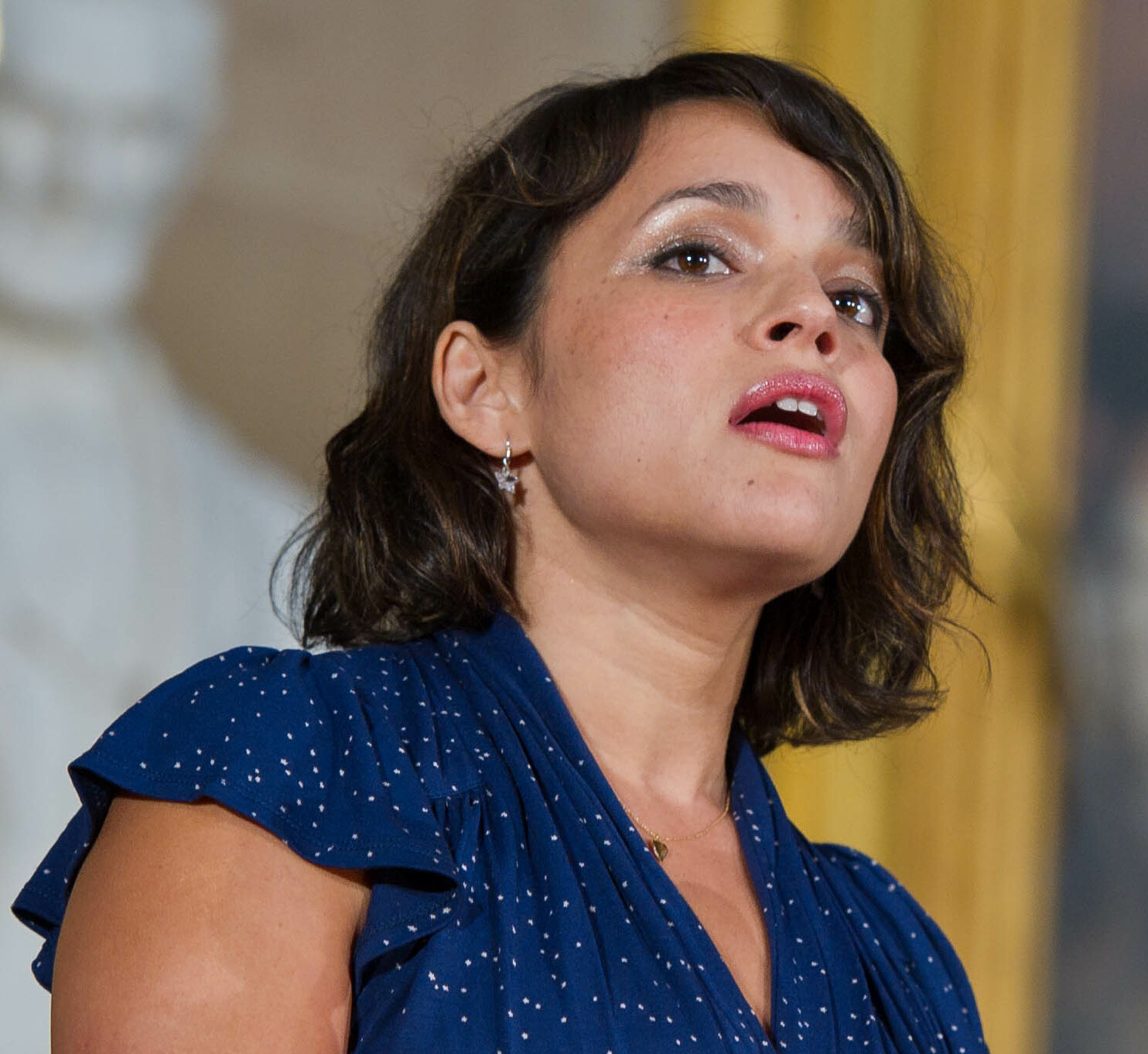
Grammy Award, 2011

## Diszkográfia

### Nagylemezek és középlemezek
- 2001: First Sessions
- 2002: Come Away with Me
- 2004: Feels like Home
- 2007: Not Too Late
- 2009: The Fall
- 2010: …Featuring
- 2012: Little Broken Hearts
- 2016: Day Breaks
- 2019: Begin Again
- 2020: Pick Me Up Off the Floor
- 2021: I Dream of Christmas
- 2021: 'Til We Meet Again (live)

### Kislemezek
- 2002 Don't Know Why
- 2002 Feelin' the Same Way
- 2002 Come Away with Me
- 2004 Don't Know Why / I'll Be Your Baby Tonight
- 2004 Turn Me On
- 2004 Sunrise
- 2004 What Am I to You?
- 2004 Those Sweet Words
- 2006 Thinking About You
- 2006 Not Too Late
- 2006 Until the End
- 2007 Sinkin' Soon
- 2007 Be My Somebody
- 2008 The Story
- 2009 Chasing Pirates
- 2010 Young Blood
- 2010 It's Gonna Be

### Turnék
- Come Away with Me Tour (2002–04)
- Norah Jones & The Handsome Band Tour (2004–05)
- Not Too Late Tour (2007–08)
- The Fall Tour (2010)
- Little Broken Hearts Tour (2012–13)
- Daybreaks World Tour (2016–17)
- North American Tour (2019)
- Summer Tour (2022)

## Filmográfia
- 2002 Két hét múlva örökké
- 2007 My Blueberry Nights – A távolság íze
- 2012 Ted

## Díjai

### Grammy-díjak[5]
- 2003: Best Pop Vocal Album — Come Away with Me („Legjobb Pop Album”)
- 2003: Album of the Year — Come Away with Me („Az Év Albuma”)
- 2003: Record of the Year — Don't Know Why ("„Az Év Dala”)
- 2003: Best Female Pop Vocal Performance — Don't Know Why („Legjobb Női Pop Előadás”)
- 2003: Best New Artist ("Legjobb Új Előadó")
- 2005: Best Pop Collaboration with Vocals — Here We Go Again („Legjobb Pop Feldolgozás”)
- 2005: Best Female Pop Vocal Performance — Sunrise („Legjobb Női Pop Előadás”)
- 2005: Record of the Year — Here We Go Again („Az Év Dala”)
- 2008: Grammy Award for Album of the Year — River: The Joni Letters („Grammy-díj Az Év Albumának”)
- 2025: Best Traditional Pop Vocal Album – Visions

### World Music-díjak
- 2003 World's best selling Female Pop Artist of the Year (Az Év Legjobban Eladott Női Pop Előadója)
- 2003 World's best selling Contemporary artist of the year (Az Év Legjobban Eladott Kortárs Előadója)
- 2004 World's best selling Female artist of the year (Az Év Legjobban Előadott Női Előadója)
- 2004 World's best selling Jazz artist of the year (Az Év Legjobban Eladott Dzsesszelőadója)

- Amadeus Austrian Music Awards

## További információ
- Hivatalos oldal
- Norah Jones a Facebookon
- Norah Jones a PORT.hu-n (magyarul)
- Norah Jones az Internetes Szinkronadatbázisban (magyarul)
- Norah Jones az Internet Movie Database-ben (angolul)
- Norah Jones a Rotten Tomatoeson (angolul)